# St. Francis FC
Der St. Francis Football Club ist ein irischer Fußballverein aus Dublin.

## Männer

### Geschichte
Der Verein wurde im Jahre 1958 von John Hyland als reiner Jugendfußballverein gegründet. Zehn Jahre später stellte der Verein erstmals eine Männermannschaft, die zunächst in der Athletic Union League spielte. Den größten Erfolg der Vereinsgeschichte erreichte der Verein in der Saison 1989/90, als sich die Mannschaft für das Endspiel des irischen Pokalwettbewerbs qualifizierte. Auf dem Weg dorthin setzte sich der St. Francis FC gegen die Proficlubs Kilkenny City, Cobh Ramblers, Newcastle West AFC und Bohemians Dublin durch und verlor das Endspiel gegen die Bray Wanderers vor 29.000 Zuschauern mit 0:3.
In den 1990er Jahren wurde St. Francis FC zu einer der stärksten Mannschaften der Leinster Senior League und wurden dort 1990, 1992, 1993 und 1996 jeweils Meister und 1991 Vizemeister. Im Sommer 1996 wurde der Lokalrivale St. James’s Gate FC aus der First Division der League of Ireland ausgeschlossen und der St. Francis FC übernahm deren Platz in der zweithöchsten irischen Liga. Dort kam der Verein aber nicht über Platzierungen im Tabellenkeller hinaus. 1998 und 2000 wurde die Mannschaft Achter und damit Drittletzter. Zuschauertechnisch stand der Verein stets im Schatten des Nachbarn St Patrick’s Athletic. Anfang der 2000er Jahre verhandelten beide Vereine über eine Fusion unter dem Namen Dublin Saints, die jedoch scheiterten. Während der Saison 2001/02 zog sich der St. Francis FC aus der League of Ireland First Division zurück und schloss sich wieder der Leinster Senior League an.

### Erfolge
- Irischer Pokalsieger: 1950
- Meister der Leinster Senior League: 1947, 1963

## Frauen

### Geschichte
Im Jahre 2006 stellte der St. Francis FC erstmals eine Frauenmannschaft, die in den Jahren 2008 und 2009 jeweils den irischen Pokalwettbewerb gewannen. Durch die Pokalsiege qualifizierte sich der Verein für die UEFA Women’s Champions League 2009/10 und 2010/11, wo die Mannschaft jeweils in der Gruppenphase scheiterte. Heute spielt der Verein in der unterklassigen Eastern Women’s Football League.

### Erfolge
- Irischer Pokalsieger: 2008, 2009

## Persönlichkeiten
- Megan Campbell (* 1993), irische Fußballnationalspielerin
- Cheryl Foster (* 1980), walisische Fußballschiedsrichterin und -spielerin
- Louise Quinn (* 1990), irische Fußballnationalspielerin
- Gary Rogers (* 1981), irischer Fußballtorhüter